# Haplodontium reticulatum
Haplodontium reticulatum là một loài Rêu trong họ Bryaceae. Loài này được (Hook.) Broth. mô tả khoa học đầu tiên năm 1903.